# Denise Gutiérrez
Denise Janelle Gutiérrez Mendoza (Los Ángeles, California, 24 de junio de 1988), conocida también en algún momento como Lo Blondo, es una  letrista y compositora mexicanoestadounidense. Es líder de la banda mexicana de rock alternativo Hello Seahorse!

## Biografía
Nacida en Los Ángeles, California y habitante de Ciudad de México, Denise encontró su vocación en el canto desde muy corta edad. El coro infantil de Les Chanteurs du Lycée del Liceo Franco Mexicano le abrió las puertas y la hizo girar en reconocidos recintos internacionales como la Catedral de Notre-Dame en París.
A la edad de 17 años, inició clases de canto con la cantante de ópera Teresa Magaña, mientras cocinaba futuros éxitos con su banda de pop bajo el seudónimo de "Lo Blondo". Por metonimia, posteriormente se le empezó a conocer a la propia Denise como 'Lo Blondo', aunque en la actualidad a ella no le gusta más que la llamen con este seudónimo.

## Carrera artística
En 2008 el grupo lanzó la canción "Bestia" (de mismo nombre que el álbum) y con dicho lanzamiento, el grupo consiguió su primera nominación al Grammy Latino en la categoría de "Sencillo Alternativo.
Cantar contra imagen ha sido uno de los descubrimientos favoritos de Denise. Su primera intervención sucedió con "Hello Seahorse!", al encargarse del score original de "El Hipo y El Ratón", cortometraje de Mariana Flores egresada del CCC-CENART INBA. Después de eso, vinieron muchas participaciones más: La interpretación de "Que Sople el Viento" de Alejandro Giacoman, tema principal de "Hidalgo" del director Antonio Serrano, participación de voces en el score de  Marcelino, pan y vino  , versión de José Luis Gutiérrez Arias y la interpretación de "Un Millón" junto con Daniel Gutiérrez de La Gusana Ciega para "La Abolición de la Propiedad".
En el 2010 con "Hello Seahorse!" para Nos vamos juntos: Un tributo a las canciones de Caifanes y Jaguares, Vol. 1 contribuyen con tema "Hasta morir" además en ese mismo año "Hello Seahorse!" renueva "Cielo rojo" para el álbum "BiMexicano, Nuestros clásicos hechos rock" ambas reconocidas por la impresión de su estilo.
Ahora, Denise es constante aprendiz de Money Mark, productor americano que trabajó con Hello Seahorse! en el álbum "Lejos. No tan lejos". Ha tenido oportunidad de actuar en escenarios majestuosos, tales como el Ángel de la Independencia y el Auditorio Nacional junto con  Ely Guerra, Natalia Lafourcade, Alondra de la Parra y la Orquesta de las Américas en el marco de festejos del Bicentenario. 
También se presentó colaborando con Zoé en su disco Unplugged, mismo que hizo saltar a la fama a Denise y en consecuencia, a su banda, ya que el disco debutó como número uno en Estados Unidos, España y Latinoamérica. A partir de esto comenzaron a aumentar el número de reproducciones en digital, los seguidores y las invitaciones para que Denise acompañara a otros artistas de talla grande como  Lila Downs, el grupo canadiense Broken Social Scene, el reconocido músico experimental Alonso Arreola y se le pudo ver a nivel nacional e internacional en la gira del MTV Unplugged/Música de fondo de Zoé en 2011 como coro principal en el ensamble musical junto con León Larregui, Chetes, Sánchez Dub y Yamil Rezc, entonces productor de cabecera de Hello Seahorse!. También ha colaborado con Enjambre, Sussie 4 y Dorian, y con el venezolano Ulises Hadjis en la canción "Lo Haré".
El 27 de agosto de 2012 dio un show en el Teatro Metropólitan de la Ciudad de México, donde Denise se despidió del seudónimo "Lo Blondo" justificando que dicho apodo cubre a quién de verdad es ella, Denise.
En 2012 Denise Gutiérrez toma parte en la campaña de promoción “México movido por Rioja” para crear la nueva imagen de los vinos de Rioja en el país.
Participó en los festejos de la centenaria compositora Consuelo Velázquez quien recibió un homenaje por parte de diversas voces femeninas.

## Discografía

### ConHello Seahorse!
- 2006: ...And the Jellyfish Parade
- 2008: Hoy A Las Ocho
- 2009: Bestia
- 2010: Lejos. No Tan Lejos
- 2010: Nos Vamos Juntos: Un tributo a las Canciones de Caifanes & Jaguares Vol. 1. "«Hasta morir»".
- 2010: Reptilectric Revisitado, álbum de Zoé. "«Luna»".
- 2012: Arunima[5]
- 2013: Xëëw Vol. 2  Track "«La mentira (¿Se te olvida?)»".
- 2012: MUN Compilado Vol. 2. Track "«Que nadie sepa mi sufrir»".
- 2015: Entretanto[6]
- 2020: Disco Estimulante
- 2023: HÍPER

### Como solista
- 2010: Bimexicano, Nuestros clásicos hechos rock. Track "«Cielo Rojo»".
- 2011: Travieso Carmesí de Alondra de la Parra. Como voz principal («Estrellita» y «Piensa en mí») y en dueto con Ely Guerra y Natalia Lafourcade («Solamente una vez», «Sandunga» y «Cielito lindo»).
- Música de Fondo, MTV Unplugged de Zoé. Voz principal en «Luna» y dueto en «Soñé» y «Bésame mucho».
- 2013: Xëëw Vol. 1  Track "«Sollozando»".
- 2013: Xëëw Vol. 2  Track "«Benita*»".

## Colaboraciones
Denise ha sido invitada a colaborar con artistas de diferentes géneros como el Rock, Alternativo, Cumbia, Regional mexicano, Rap, Hip Hop, Ska, electrónica etc y ha participado como solista.
- 2009: «Impacto» con "Enjambre"
- 2009: «Fugaz» con "Sussie 4"
- 2010: «Verte Amanecer» con "Dorian"
- 2010: Tiempo al Viento con "Natalia Lafourcade"
- 2010: Que Sople el Viento Soundtrack para la película "Hidalgo - La historia siempre contada"
- 2010: CONCIERTO EN COYOACÁN con "Lila Downs" - EN VIVO (20/NOVIEMBRE/2010)
- 2011: Colaboración especial, en los recitales para Travieso Carmesí, de "Alondra de la Parra",[7] con los temas adicionales «Cucurrucucú paloma» como solista y, en «Esta tarde vi llover» al lado de "Natalia Lafourcade", "Ely Guerra" y "Armando Manzanero" interpretando a dueto.
- 2011: Contribución especial, en un dueto para el tema «Regresa» con "Chetes", actuando como teloneros y también con "Zoé"[8] para su Tour Música de fondo en las canciones de toda la serie de conciertos.
- 2012: Lo Haré con "Ulises Hadjis"
- 2013: Colaboración con la canción «Un Millón» con "Daniel Gutiérrez", para la banda sonora para la película "Abolición de la Propiedad"
- 2013: «Sollozando», «Benita*» y «La Mentira» ("Hello Seahorse!") con "La Banda Filarmónica del CECAM"
- 2013: «El Listón De Tu Pelo» con "Los Ángeles Azules" (Cumbia Sinfónica)[9]
- 2013: En La Mañana con "424" - VERSIÓN JAMMIN´
- 2013: La Barca de Oro con "Mal'Akh" - EN VIVO
- 2013: El Cascabel con "Mal'Akh" - EN VIVO
- 2013: Cantó Mujeres Divinas de "Vicente Fernández" para el 4.º Aniversario de La Fonoteca Nacional
- 2013: If We Were Bones con "Maniquí Lazer"
- 2013: Navidad Rock con "Rebel Cats"
- 2013: Por eso con "Centavrvs"
- 2013: Para la celebración de los 18 años de la banda Panteón Rococó cantó «La Dosis Perfecta»
- 2013: Imposible con "Natalia Lafourcade" - EN VIVO EN EL PLAZA CONDESA "MUJER DIVINA" (31/MAYO/2013)
- 2013: Un Derecho De Nacimiento con "Natalia Lafourcade", "Ely Guerra" junto a la OFUNAM. Concierto con Causa, Sala Nezahualcóyotl, (31/10/2013)
- 2014: Her Fake Name is Sofia con "Teen Flirt"
- 2014: Antes de Morir con "LosPetitFellas"
- 2014: 140 Grados con "Las Trompas de Falopium"
- 2014: Colaboró con la canción Quizás, Quizás para la banda sonora de la película "Cantinflas"[10]
- 2014: Colaboró con la canción «La Gata Bajo La LLuvia» para la banda sonora de la película "Amor De Mis Amores"
- 2014: «Luna» con Zoé para el disco en vivo en el foro sol "8.11.14"
- «Pasión» con el grupo "Sistemas Vocales"
- 2015: Tlajpiajketl [La canción del maíz]" con "Mardonio Carballo y Alonso Arreola"
- 2016: Interpretó la canción «La dosis perfecta» junto con Panteón Rococó en un concierto de celebración de sus veinte años.[11]
- 2017: «Luces Fantasma»  con "La Banda Bastón"
- 2018: «Claridad» (Stella Stai) con León Larregui en Premios Fénix, 2018.
- 2020: Reinterpretó el tema «Desde el mar» para el álbum "Bahía Santiago (Revisitado)" de "Technicolor Fabrics"

Canciones como solista:
- Estrellita
- Piensa En Mi
- Solamente una vez
- Cielito Lindo
- La Zandunga
- Cucurrucucu Paloma
- Sombras
- Soñé
- Labios rotos
- Veneno
- Poli/Love
- Luna
- Nunca
- Últimos días
- Bésame mucho